# Centerville (Tennessee)
Centerville és una població dels Estats Units a l'estat de Tennessee. Segons el cens del 2000 tenia 3.793 habitants.

## Demografia
Segons el cens del 2000, Centerville tenia 3.793 habitants, 1.563 habitatges, i 997 famílies. La densitat de població era de 134,5 habitants/km².
Dels 1.563 habitatges en un 27,3% hi vivien nens de menys de 18 anys, en un 48,3% hi vivien parelles casades, en un 11,8% dones solteres, i en un 36,2% no eren unitats familiars. En el 34,3% dels habitatges hi vivien persones soles el 19,4% de les quals corresponia a persones de 65 anys o més que vivien soles. El nombre mitjà de persones vivint en cada habitatge era de 2,28 i el nombre mitjà de persones que vivien en cada família era de 2,89.
Per edats la població es repartia de la següent manera: un 21,1% tenia menys de 18 anys, un 7,6% entre 18 i 24, un 25,3% entre 25 i 44, un 23,3% de 45 a 60 i un 22,7% 65 anys o més.
L'edat mediana era de 42 anys. Per cada 100 dones de 18 o més anys hi havia 80,3 homes.
La renda mediana per habitatge era de 150.824 $ i la renda mediana per família de 135.448 $. Els homes tenien una renda mediana de 129.693 $ mentre que les dones 120.688 $. La renda per capita de la població era de 114.947 $. Entorn del 15,1% de les famílies i el 20,7% de la població estaven per davall del llindar de pobresa.

## Poblacions més properes
El següent diagrama mostra les poblacions més properes.